# Manuel Rivadeneyra

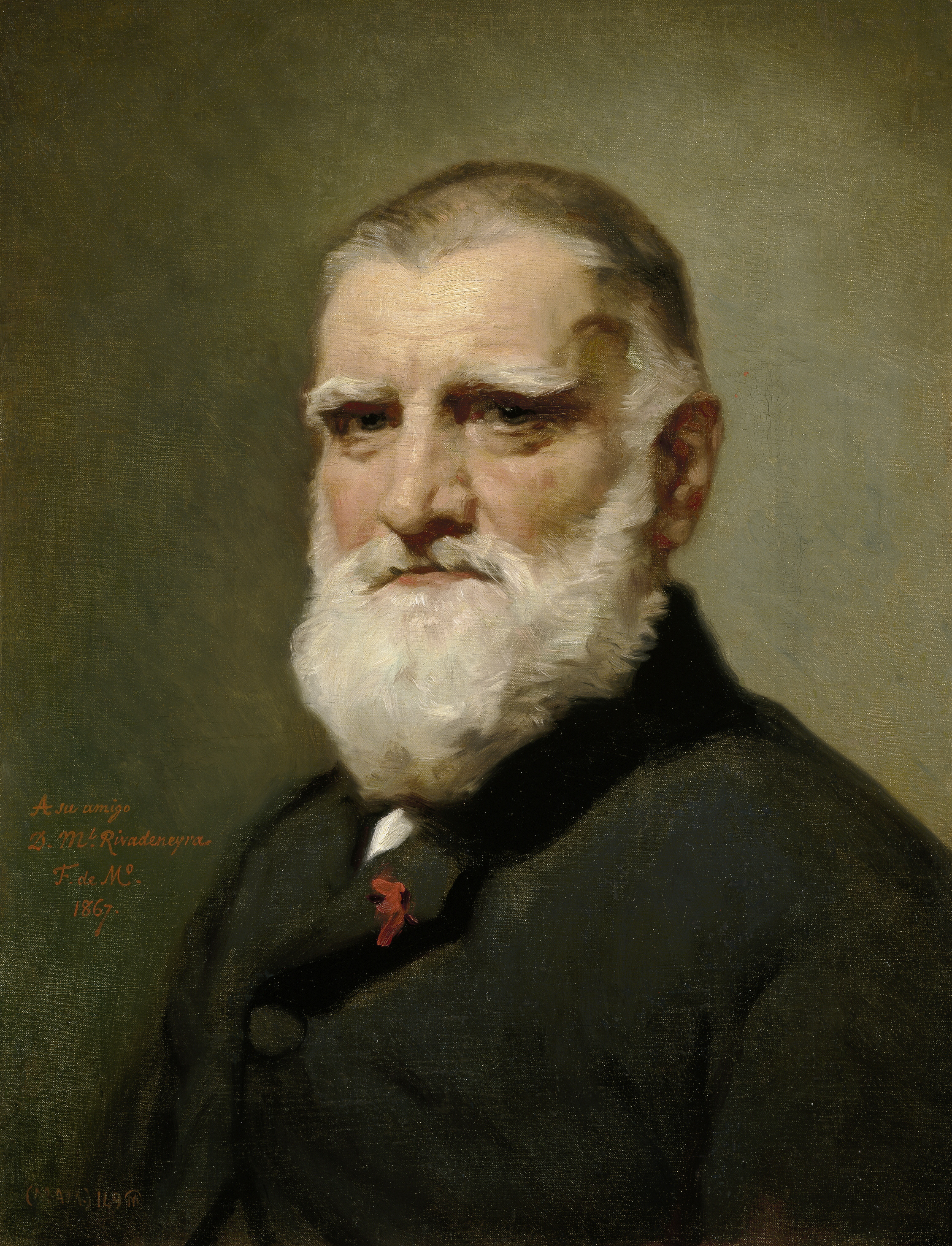
Manuel Rivadeneyra, porträtt målat av Federico de Madrazo (1867).

Manuel Rivadeneyra, född 1805 i Barcelona, död den 1 april 1872, var en spansk bokförläggare, far till Adolfo Rivadeneyra.
Rivadeneyra blev efter mångåriga studier kunglig boktryckare i Madrid och anlade eget tryckeri i Barcelona. Han utgav ett stort samlingsverk av spanska författare, Biblioteca de autores españoles desde la formación del idioma hasta nuestros días (71 band) och Cervantes samlade verk.